# Trond
Trond  è un nome proprio di persona norvegese maschile.

## Varianti
- Maschili: Tron[1][3], Tronn[3], Thrond[3], Thron[3]

### Varianti in altre lingue
- Faroese: Tróndur[3]
- Islandese: Þrándur[3]
- Norreno: Þróndr[1][2][3]

## Origine e diffusione

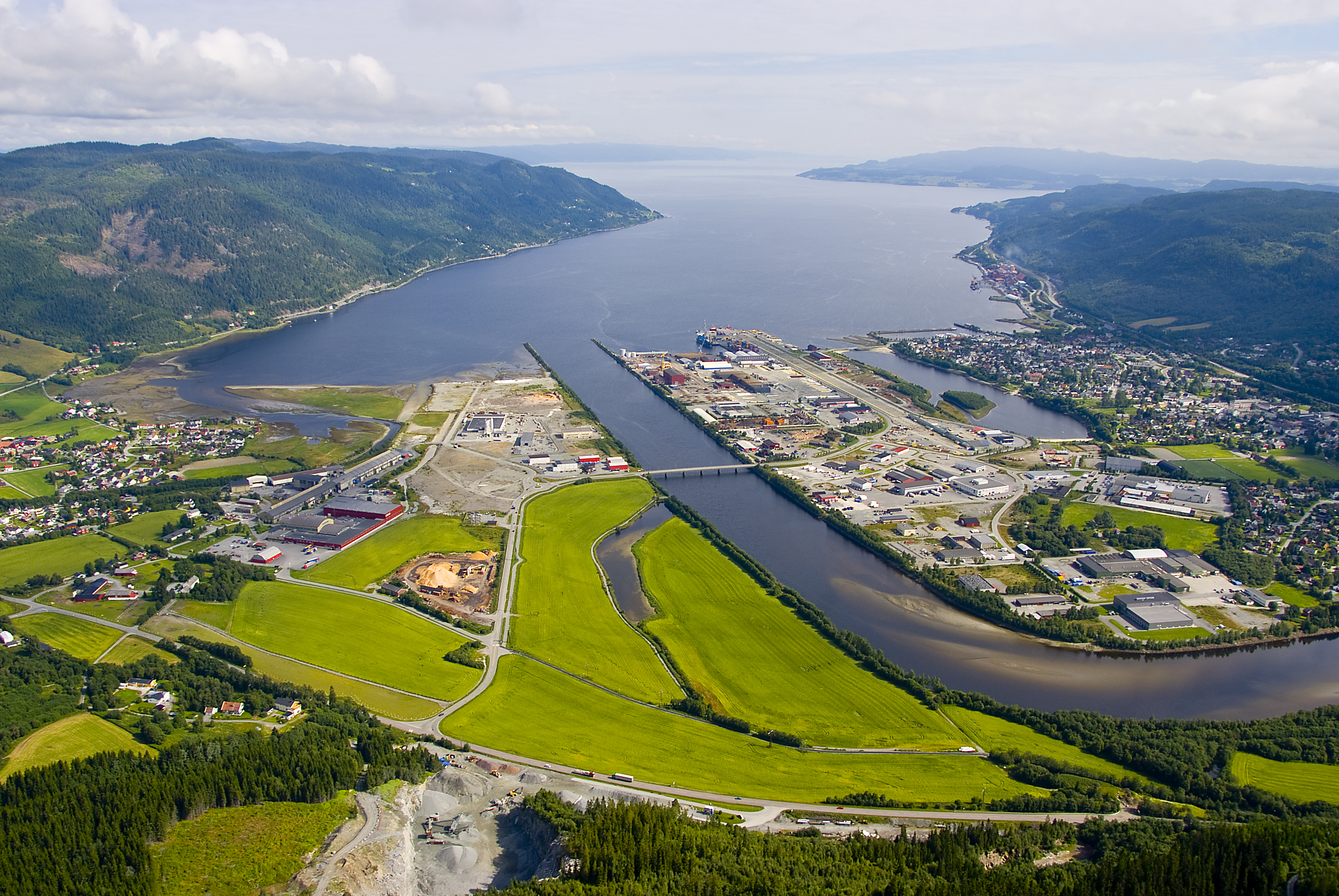
Un panorama del Trøndelag, nel comune di Orkdal

Continua l'epiteto norreno Þróndr, che indicava una persona proveniente dal Trøndelag; questa regione, situata nella Norvegia centrale, trae il suo nome forse dal verbo þróast, che significa "crescere", "prosperare".
Il nome ha goduto di ampia popolarità in Norvegia negli anni Settanta e Ottanta. Il suo utilizzo è attestato anche in altre lingue della Scandinavia, ma si tratta comunque di un nome principalmente norvegese.

## Onomastico
Il nome non è portato da alcun santo, quindi è adespota; l'onomastico si può festeggiare eventualmente il 1º novembre, in occasione di Ognissanti.

## Persone
- Trond Andersen, calciatore e allenatore di calcio norvegese
- Trond Iversen, fondista norvegese
- Trond Ludvigsen, calciatore e allenatore di calcio norvegese
- Trond Olsen, calciatore norvegese
- Trond Soltvedt, calciatore norvegese

### Variante Tróndur
- Tróndur í Gøtu, vichingo faroese
- Tróndur Patursson, pittore e scultore faroese